# 알베르토 루이스 노보아

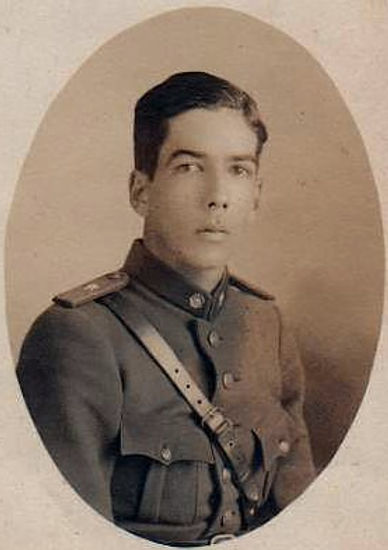
알베르토 루이스 노보아.

알베르토 루이스 노보아(Alberto Ruiz Novoa)는 콜롬비아의 군 장교이자 정치가였다. 보병 장교로서 그는 기예르모 레온 발렌시아 행정부 시절에 전쟁부 장관을 지냈다.

## 생애

### 한국 전쟁
한국전쟁 당시 폭찹힐 전투에서 활약하였다.

## 상훈
- 을지무공훈장 (1950년 6월 23일)

## 참고 자료
- 2023년 3월의 6‧25전쟁영웅 - 알베르토 루이즈 노보아 콜롬비아 육군 중령

{{기본정렬:루이스 노보아, 알베르토